# 연방국경경비대

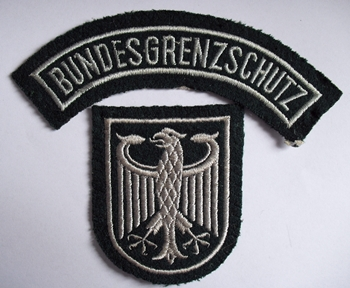
1976년부터 2001년까지 사용된 흑수리 휘장.

연방국경경비대(聯邦國境警備隊, 독일어: Bundesgrenzschutz; BGS 분데스그렌츠슈츠; 베게에스[*])는 제2차 세계 대전 이후 연합국 당국에 의해 허가된 서독의 첫 연방경찰조직이다. 2005년 7월 BGS는 연방경찰로 개칭하였다.

## 같이 보기
- 연합군 점령하 독일